# خطوط ماندارين الجوية
خطوط ماندارين الجوية (بالصينية: 華信航空)؛ بينيين: Huáxìn Hángkōng) هي شركة طيران مقرها الرئيسي في تايبيه، تايوان، الشركة الأم لها هي شركة الخطوط الجوية الصينية.

## خلفية تاريخية
تقوم شركة الطيران التايوانية بتشغيل الرحلات الجوية المحلية والإقليمية، بينما تركز الشركة الأم على العمليات الدولية. يتم تشغيل خدمات الميثاق أيضا من قبل الشركة. مقرها الرئيسي الآخر هو مطار تايتشونغ.

## الأسطول

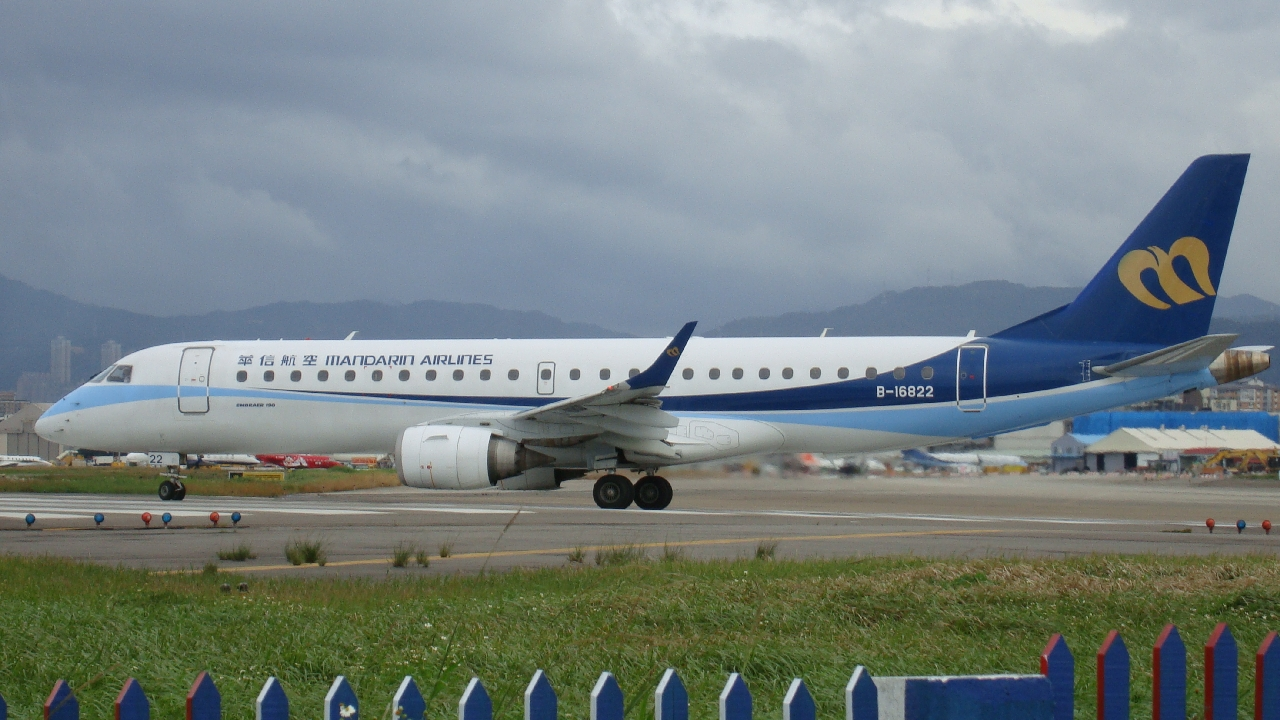
طائرة إمبراير 190 إيه أر تابعة للشركة في مطار تايبيه سونغشان في 2010

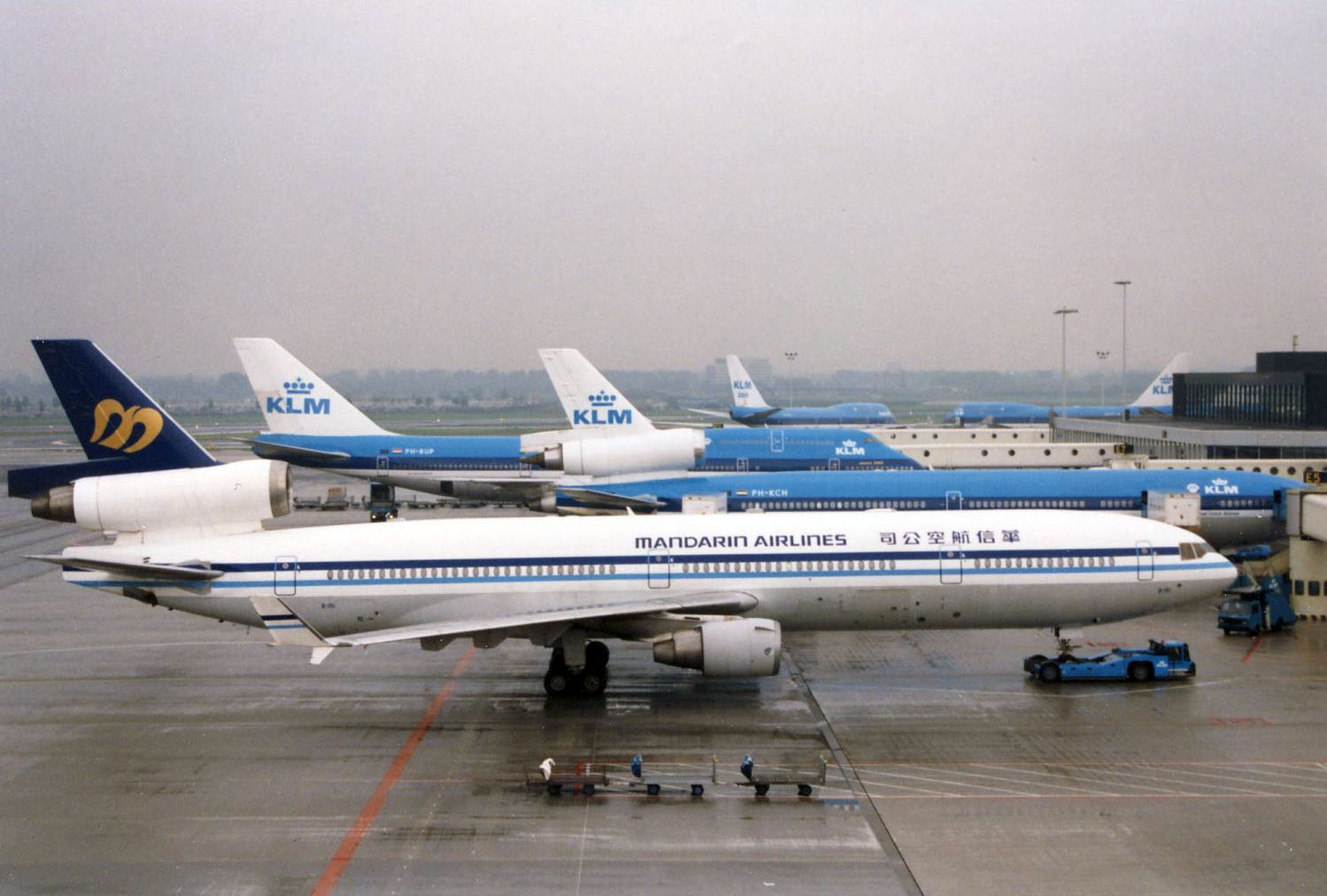
طائرة ماكدونل دوغلاس أم دي-11 تابعة للشركة في 1997

### الاسطول الحالي
اعتبارًا من يناير 2022 تشغل خطوط خطوط ماندارين الجوية الطائرات التالية:
| الطائرة      | في الخدمة | مطلوبة | الركاب       | الركاب   | الركاب  | ملاحظات |
| الطائرة      | في الخدمة | مطلوبة | رجال الأعمال | السياحية | المجموع | ملاحظات |
| ------------ | --------- | ------ | ------------ | -------- | ------- | ------- |
| إيه تي آر 72 | 9         | —      | —            | 70       | 70      | [ 2 ]   |
| المجموع      | 9         | —      |              |          |         |         |

### الأسطول التاريخي
قامت شركة خطوط ماندارين الجوية سابقًا بتشغيل الطائرات التالية:
| الطائرة                 | المجموع | أدخلت | سحبت | ملاحظات                          |
| ----------------------- | ------- | ----- | ---- | -------------------------------- |
| إيرباص إيه 340          | 1       | 2006  | 2007 |                                  |
| بوينغ 737 الجيل القادم  | 6       | 2000  | 2019 | مستأجرة من الخطوط الجوية الصينية |
| بوينغ 747-400           | 1       | 1995  | 2000 | نقلت من الخطوط الجوية الصينية    |
| بوينغ 747 أس بي         | 4       | 1991  | 2004 |                                  |
| دورنير دو 228           | 4       | 2000  | 2005 |                                  |
| إمبراير اي-جت           | 8       | 2007  | 2021 |                                  |
| فوكر 50                 | 7       | 1999  | 2008 |                                  |
| فوكر 100                | 6       | 1999  | 2009 |                                  |
| ماكدونل دوغلاس أم دي-11 | 5       | 1993  | 2002 |                                  |
| ساب 340                 | 1       | 1999  | 2000 | نقلت من Golden Air               |